# Fogo de poço de petróleo

Explosão e subsequente incêndio do Deepwater Horizon

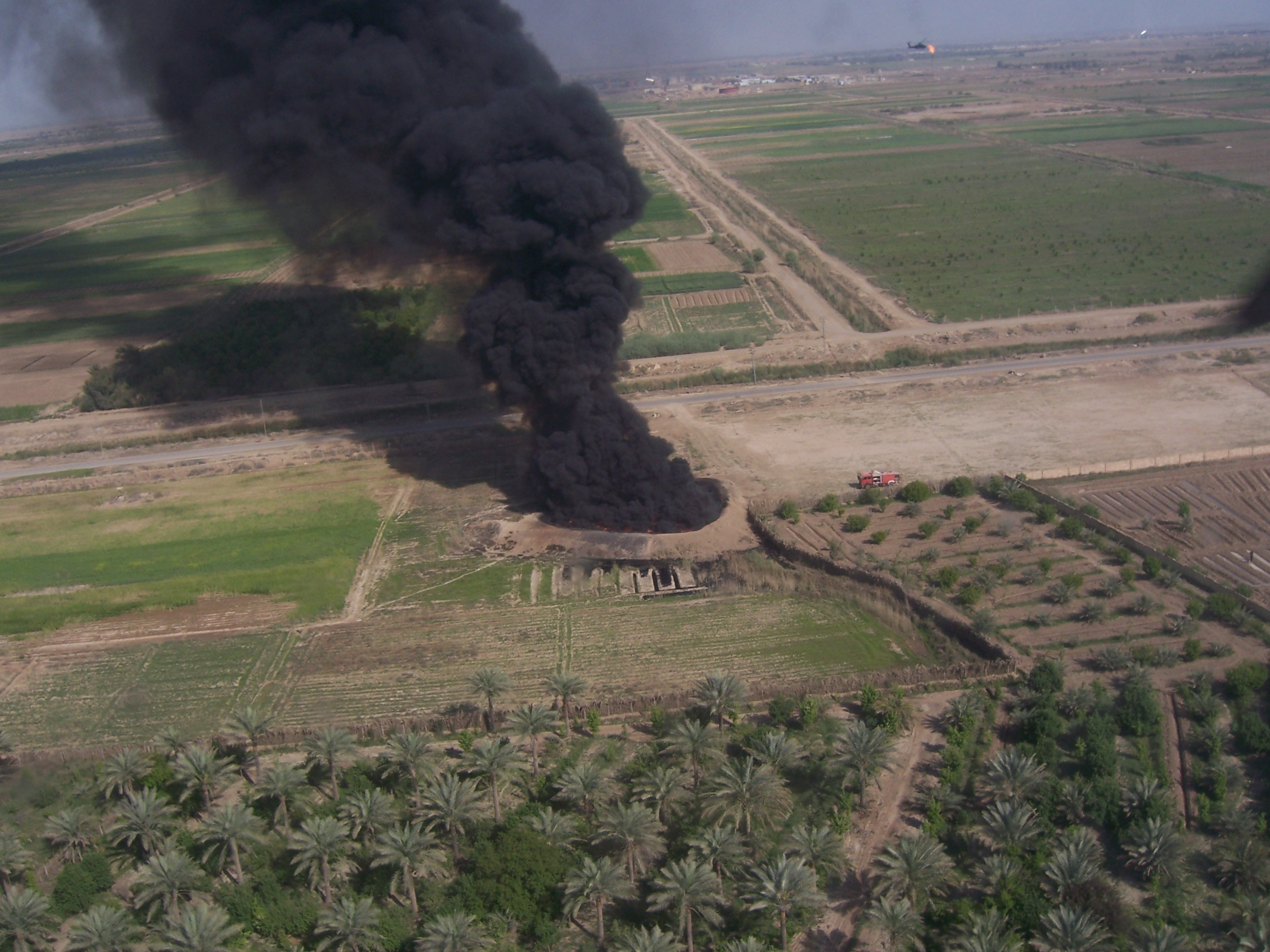
Um poço de petróleo em chamas no Iraque

Incêndios em poços de petróleo são poços de petróleo ou gás que pegaram fogo e queimaram. Podem ser resultado de acidentes, incêndio criminoso ou eventos naturais, como raios. Eles podem existir em pequena escala, como um derramamento de petróleo pegando fogo, ou em grande escala, como em jatos de chamas semelhantes a gêiseres de poços de alta pressão acesos. Uma causa frequente de incêndio em poço é uma explosão de alta pressão durante as operações de perfuração. 

## Extinguindo os incêndios

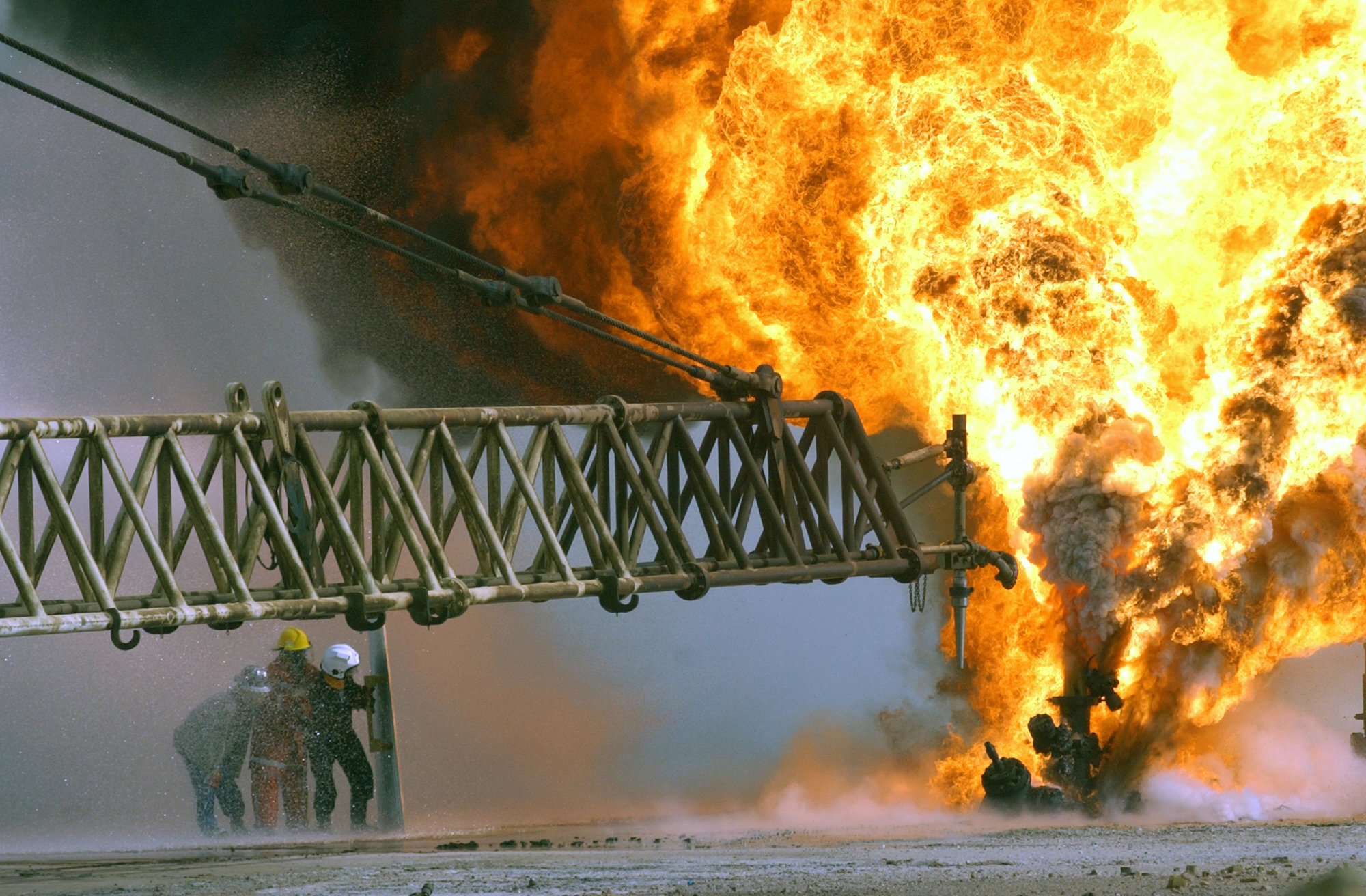
Bombeiros do Kuwait lutam para proteger um poço de petróleo em chamas nos campos petrolíferos iraquianos de Rumaila em 2003.

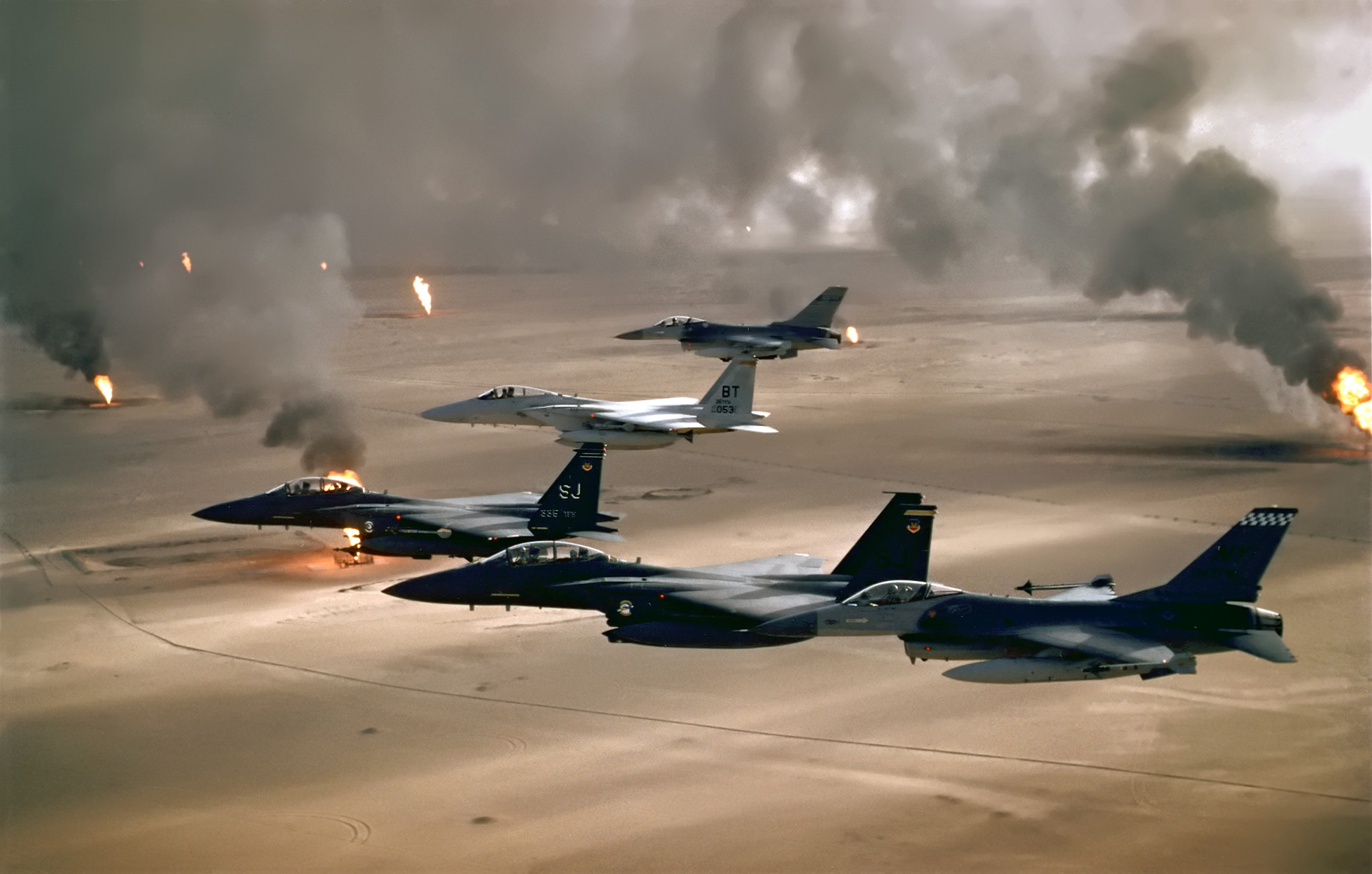
Uma frota de F-16 e F-15 sobrevoa poços de petróleo em chamas no Kuwait durante a Operação Tempestade no Deserto, 1991

Os incêndios em poços de petróleo são mais difíceis de extinguir do que os incêndios normais devido ao enorme suprimento de combustível para o incêndio. No combate a um incêndio na cabeça de um poço, normalmente altos explosivos, como a dinamite, são usados para criar uma onda de choque que empurra o combustível em chamas e o oxigênio atmosférico local para longe de um poço. (Este é um princípio semelhante ao de apagar uma vela.) A chama é removida e o combustível pode continuar a derramar sem pegar fogo. 
Depois de apagar o fogo, a cabeça do poço deve ser tampada para interromper o fluxo de óleo. Durante esse período, há bastante combustível e oxigênio; qualquer faísca ou outra fonte de calor pode provocar um incêndio pior do que a explosão original. Assim, ferramentas de latão, ferramentas de bronze ou ferramentas revestidas com cera de parafina – que não emitem faíscas – são usados em capeamento. 
Em essência, o comércio foi iniciado por Myron M. Kinley, que dominou o campo nos primeiros anos. Seu tenente, Red Adair, tornou-se o mais famoso dos bombeiros de poços de petróleo. Parte da tecnologia usada pela Red Adair para selar alguns incêndios de petróleo no Kuwait sem reacender o fluxo de petróleo, originada em uma patente de John R. Duncan (Patente dos Estados Unidos 3.108.499 depositada em 28 de setembro de 1960, concedida em 29 de outubro de 1963), um método e aparelho para separar seção de tubulação de fluido do mesmo. A patente foi concedida um ano após o sucesso da Red Adair no combate ao incêndio no poço de gás do isqueiro do diabo.  A invenção refere-se à remoção de uma seção de uma tubulação de fluido e à inserção de uma válvula ou outro componente na mesma sem destruir a pressão da linha e sem perder qualquer quantidade significativa de fluido que passa através da tubulação.
Existem diversas técnicas utilizadas para apagar incêndios em poços de petróleo, que variam de acordo com os recursos disponíveis e as características do próprio incêndio.  Com os recentes avanços na tecnologia, bem como nas preocupações ambientais, muitos incêndios simples em poços hoje são limitados enquanto queimam.
As técnicas incluem: 
- Molhar com grandes quantidades de água. De acordo com Larry H. Flak, engenheiro de petróleo da Boots and Coots International Well Control, 90% de todos os incêndios de 1991 no Kuwait foram apagados apenas com água do mar, pulverizada por poderosas mangueiras na base do incêndio. [2]
- Usando uma turbina a gás para lançar uma fina névoa de água na base do fogo. A água é injetada atrás da exaustão da turbina em grandes quantidades. Isto provou ser popular no combate a incêndios teimosos nos incêndios de petróleo no Kuwait (1991) e foi trazido para a região por húngaros equipados com motores MiG-21 montados em um tanque, seja um T-34 ou T-62. [6] [7] [8] Baseado numa ideia russa, o veículo húngaro, denominado "Big Wind", foi influenciado por um conceito semelhante usado na época soviética para extinguir incêndios em poços de gás e petróleo e limpar a neve dos aeródromos usando um único jato MiG-15, com o motor aparafusado na carroceria de um caminhão. No entanto, nem sempre foi poderoso o suficiente para derrotar grandes incêndios, embora também tenha sido trazido e usado no Kuwait; [9] [10] para combater incêndios mais resistentes, a MB Drilling Company construiu "Big Wind" com dois motores a jato mais potentes fixados no chassi mais estável de um tanque. [7] O documentário IMAX Fires of Kuwait acompanha as inúmeras empresas, e seus métodos, empregados na tarefa de extinguir os incêndios, com imagens do "Big Wind" húngaro em ação contidas no filme.
- Usar dinamite para "apagar" o fogo, forçando o combustível em chamas e o oxigênio para longe da fonte de combustível. Este foi um dos primeiros métodos eficazes e ainda é amplamente utilizado. O primeiro uso foi pelo pai de Myron Kinley na Califórnia em 1913. [11] Geralmente os explosivos são colocados em tambores de 55 galões, os explosivos são cercados por produtos químicos retardadores de fogo e, em seguida, os tambores são envoltos em material isolante. Um guindaste horizontal é usado para aproximar o tambor o mais próximo possível da cabeça do poço. [2] Este método foi retratado no filme Hellfighters de 1968, estrelado por John Wayne.
- O produto químico seco (principalmente Purple K) pode ser usado em pequenos incêndios em poços.
- Na década de 1930, foram desenvolvidas mandíbulas mecânicas para prender o tubo abaixo do fogo, mas raramente são usadas hoje em dia. O projeto tornou-se a base para um dispositivo de segurança utilizado em poços offshore. [12]
- Normalmente são utilizados veículos especiais denominados "vagões Athey", bem como o típico bulldozer protegido por chapa de aço corrugado. [13]
- Elevação da pluma: um invólucro metálico de 30 a 40 pés de altura é colocado sobre a cabeça do poço (elevando assim a chama acima do solo). Nitrogênio líquido ou água é então forçado a entrar na parte inferior para reduzir o suprimento de oxigênio e apagar o fogo.
- A "LeRoy Corporation, Houston Oil well Firefighters" construiu uma máquina com um braço que foi posicionado sobre um tubo de poço de petróleo em chamas. A máquina então coloca uma tampa sobre o cano, extinguindo as chamas. LeRoy Ashmore construiu três dessas máquinas e as nomeou Sadraque, Mesaque e Abednego, em homenagem aos personagens bíblicos que sobreviveram à morte em uma fornalha ardente. As paredes das máquinas de LeRoy eram ocas, permitindo que a água bombeada através delas circulasse e mantivesse a água da sala de controle interna resfriada durante o combate a incêndios. [14]
- Perfuração de poços de alívio na zona de produção para redirecionar parte do petróleo e diminuir o fogo. (No entanto, a maioria dos poços de alívio são usados para bombear lama pesada e cimento profundamente no poço selvagem.) Os primeiros poços de alívio foram perfurados no Texas em meados da década de 1930. [15]
- No âmbito do programa Explosões Nucleares Soviéticas para a Economia Nacional, explosões nucleares subterrâneas foram empregadas com sucesso para impedir incêndios em poços. O alto calor da detonação simultaneamente desloca e derrete a rocha em sua vizinhança, e com isso sela o buraco previamente perfurado. [16] [17]

## Efeitos
Incêndios em poços de petróleo podem causar a perda de milhões de barris de petróleo bruto por dia. Combinados com os problemas ecológicos causados pelas grandes quantidades de fumo e petróleo não queimado que regressam à terra, os incêndios em poços de petróleo, como os registados no Kuwait em 1991, podem causar enormes perdas económicas.
A fumaça do petróleo bruto queimado contém muitos produtos químicos, incluindo dióxido de enxofre, monóxido de carbono, fuligem, benzopireno, hidrocarbonetos poliaromáticos e dioxinas.    A exposição a incêndios em poços de petróleo é comumente citada como causa da Síndrome da Guerra do Golfo, no entanto, estudos indicaram que os bombeiros que tamparam os poços não relataram nenhum dos sintomas sofridos pelos soldados. 
1. ↑  Just Havin' Fun: Adventures of an Oil Well Firefighter- Boots Hansen, John Missall, et al. (2020) 282 pag. ISBN 1078158398, ISBN 978-1078158398
2. 1 2 3  «Iraq Fires erupt in large Iraqi oil field in south Compiled from Times wires © St. Petersburg Times published March 21, 2003». Arquivado do original em 15 de julho de 2014
3. 1 2 3  Firefighting and Blowout Control. L. William Abel, Joe R. Bowden, Patrick J. Campbell. (1996) 350 pag ISBN 0964003090, ISBN 978-0964003095
4. ↑  «Hellfighters». Consultado em 12 de junho de 2014. Arquivado do original em 14 de julho de 2014
5. ↑  John Wright Company Technical Library resource on blowout control Arquivado em 2008-02-01 no Wayback Machine
6. ↑  «TAB C – Fighting the Oil Well Fires». Arquivado do original em 20 de fevereiro de 2015
7. 1 2  «Stilling The Fires of War, A Hungarian company lashes two MiG engines to a Soviet tank and proceeds to huff and puff and blow out the worst sort of raging oil-well fire. 2001. page 2, story by ZOLTAN SCRIVENER». Junho de 2001. Arquivado do original em 14 de julho de 2014
8. ↑  Husain, T., Kuwaiti Oil Fires: Regional Environmental Perspectives, 1st ed. Oxford, UK:BPC Wheatons Ltd, 1995, p. 51.
9. ↑  «Fighting an Oil Well Fire A Hungarian MIG jet engine that was used to extinguish the flames of some oil fires with high-pressure air, akin to blowing out a candle. These turbines were also equipped with three hose nozzles for simultaneously spraying the flames with seawater and chemicals. The procedure was very noisy. An athey wagon is in the background.». Arquivado do original em 26 de agosto de 2014
10. ↑  «Video». Arquivado do original em 26 de agosto de 2014
11. ↑  "The Fire Beater," Time Arquivado em 2008-12-22 no Wayback Machine
12. ↑  "Oil-Well Fire Squeezed Out As Jaws Close Casing" Popular Mechanics, Julho de 1935 Arquivado em 2018-01-08 no Wayback Machine
13. ↑  Putting Out an Oil Well Fire Arquivado em 2006-09-01 no Wayback Machine
14. ↑  «VIDEO LeRoy-Ashmore fire fighting machine». Arquivado do original em 6 de junho de 2014
15. ↑  "Wild Oil Well Tamed by Scientific Trick" Popular Mechanics, Julho de 1934 Arquivado em 2015-04-07 no Wayback Machine
16. ↑  Nordyke, M. D. (1 de setembro de 2000). «Extinguishing Runaway Gas Well Fires». The Soviet Program for Peaceful Uses of Nuclear Explosions. [S.l.]: Lawrence Livermore National Laboratory. pp. 34–35. doi:10.2172/793554. Report no.: UCRL-ID-124410 Rev 2. Cópia arquivada (PDF) em 23 de dezembro de 2016 U. S. Department of Energy contract no.: W-7405-Eng48.
17. ↑  Broad, William J. (2 de junho de 2010). «Nuclear Option on Gulf Oil Spill? No Way, U.S. Says». New York Times. Consultado em 18 de junho de 2010. Arquivado do original em 17 de junho de 2010
18. ↑  «IV. AIR POLLUTANTS FROM OIL FIRES AND OTHER SOURCES». Arquivado do original em 24 de setembro de 2015
19. ↑  Hobbs, Peter V.; Radke, Lawrence F. (15 de maio de 1992). «Airborne Studies of the Smoke from the Kuwait Oil Fires». Science. 256 (5059): 987–91. Bibcode:1992Sci...256..987H. PMID 17795001. doi:10.1126/science.256.5059.987
20. ↑  Desk Study on the Environment in Iraq Arquivado em 2006-08-11 no Wayback Machine, United Nations Environment Program
21. ↑  Presidential Advisory Committee on Gulf War Veterans' Illnesses: Final Report Arquivado em 2017-05-05 no Wayback Machine, December 1996

## Ocorrências notáveis
- Piper Alpha, uma plataforma de petróleo que pegou fogo
- Incêndios de petróleo no Kuwait (1991)
- Explosão da Deepwater Horizon